# 壽屋

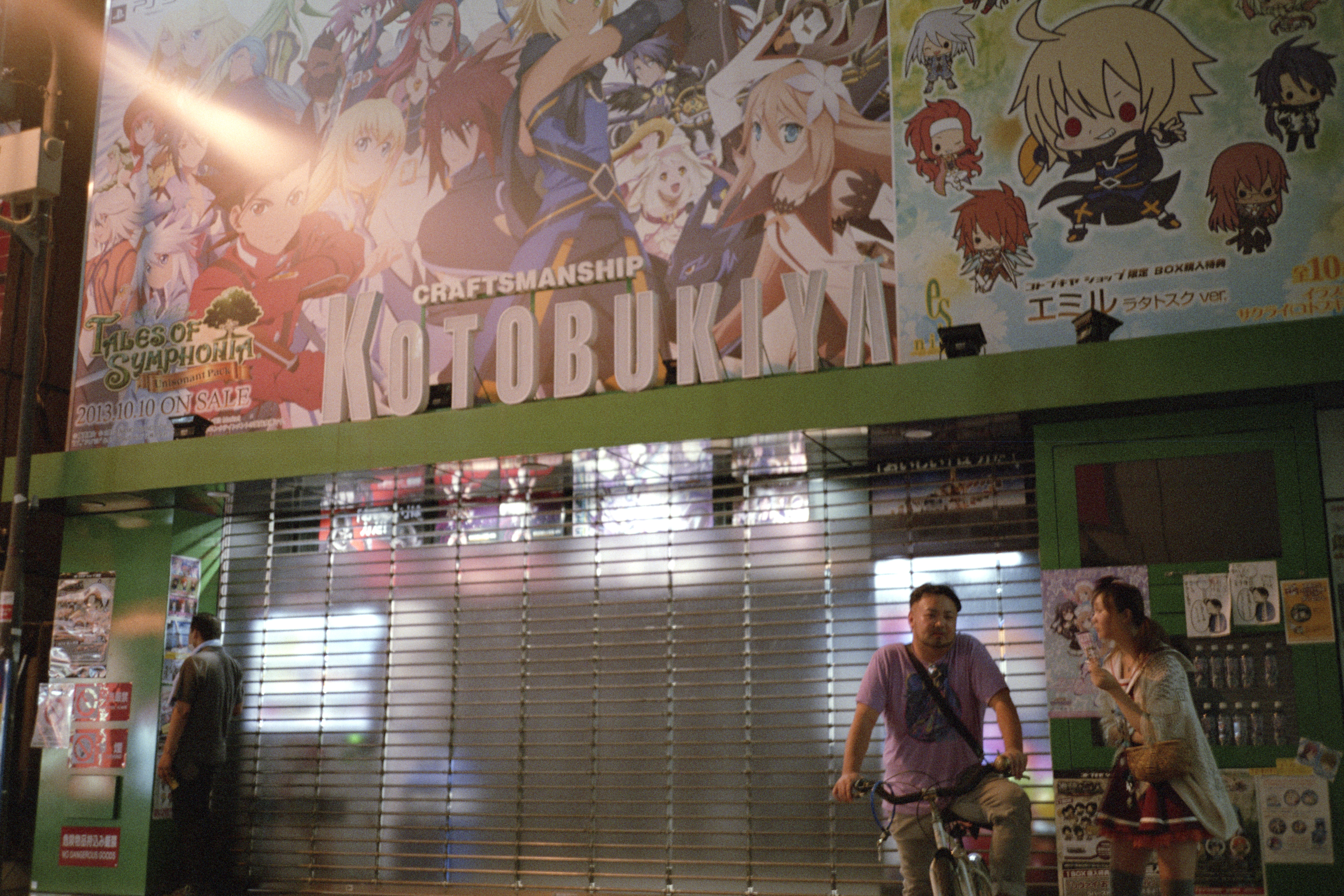
壽屋秋葉原館

壽屋股份有限公司（日语：株式会社壽屋）為進行塑膠模型、人物模型等的企劃、開發、製造、販售的日本玩具公司。於東京都與大阪府擁有4家玩具販賣店。

## 歷史
於1947年時於東京都立川市以玩具店創業，1953年時成立壽屋有限公司（有限会社壽屋）。

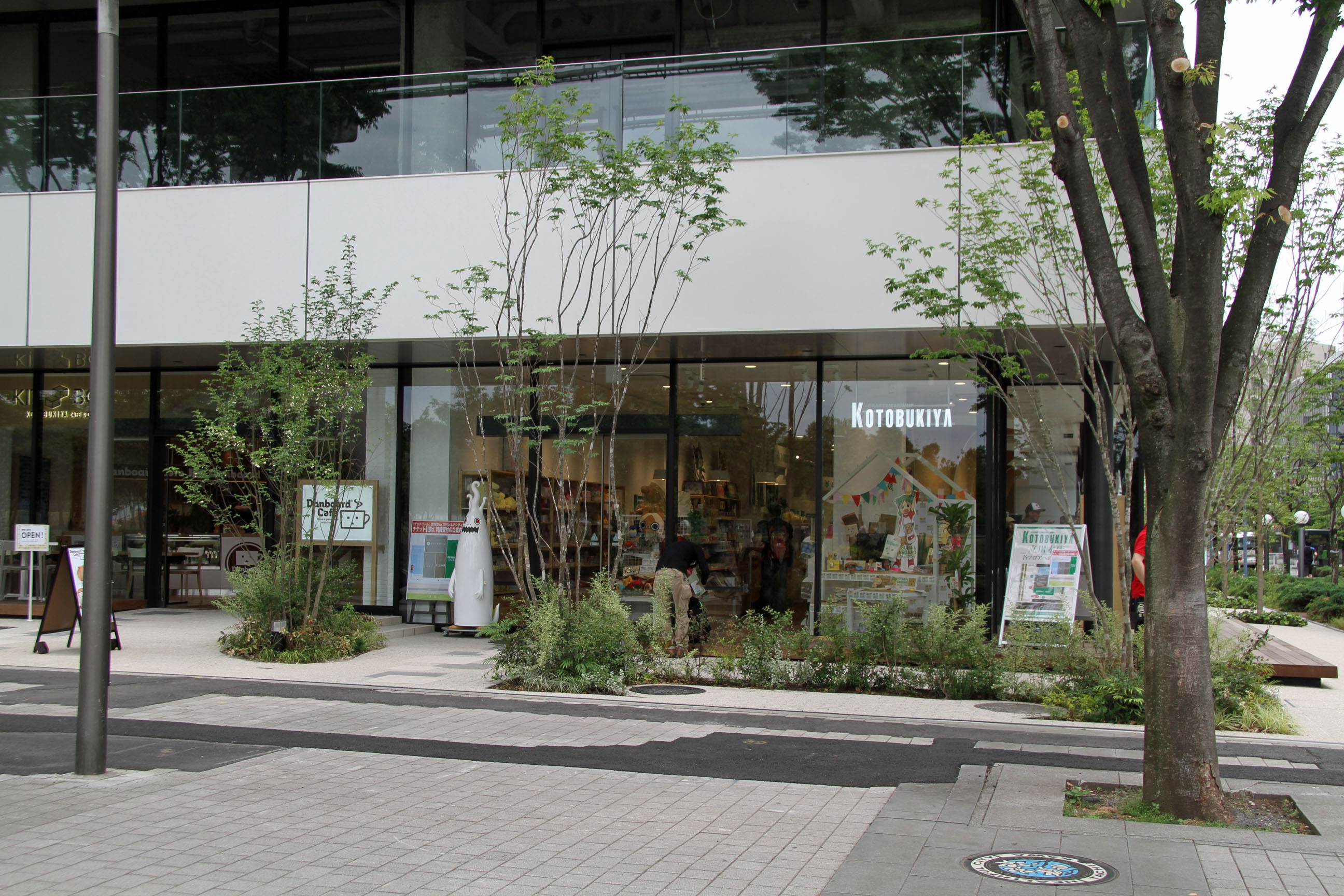
立川新店面

1981年7月更改為“Kotobukiya”的名稱，該名稱一度被廣泛用作製造商名稱，1983年7月除實體商店銷售外，還推出了郵購業務。 2001年11月開設新店Nihonbashi Store。此外網路購物於2004年6月開放。之後陸續開設新店，但大量展店方針日後證明有成有敗，規劃不如預想。
- “KOTOBUKIYA 工藝人”（2009年3月開設）
- “Hobby Station×Kotobukiya FC Tachikawa”（2009年10月開設）
- “壽屋秋葉原博物館”（2011年7月開設）
- “壽屋福岡天神商店”（2012年8月開設- 2014年6月22日倒閉）
- “壽屋Ekinaka Akihabara”（2016年9月開設-2018年9月30日倒閉）

於2008年時進入出版業，發行畫集、寫真集、漫畫、人物模型或次文化相關解說書等書籍。
2012年5月15日，隨著1967年6月使用的本部（也是第一家店）被拆除，離開待了45年的立川商店街，但創辦人留下一定回到立川的承諾。然後正如承諾的那樣2016年5月1日，在立川站北口的多摩市單軌鐵路線上建造了一座新的辦公大樓，開設了一家新的立川主店。此外還投資一家IP形象咖啡館“KIT BOX -KOTOBUKIYA CAFE＆DINER-”，它與Danbo和其他角色合作，加入了商店擺設。

## 商品IP系列[4]
- M.S.G (Modeling Support Goods)

高泛用性骨架的機器人模型和裝備，眾多零件能替換自由組合成新樣貌，也能用於其他公司的模型。
- 骨裝機兵Frame Arms

未來世界開發出「Frame Architect」的工業機器人，然而某天開拓計劃的核心人物失蹤後佔領月球操縱大量叛變的機器人攻打地球，地球臨時將機器人改為軍用稱為Frame Arms成立防衛軍與之大戰。
- 骨裝機娘Frame Arms Girl

女主角源內蒼誤成為啟動戰鬥機甲轟雷的駕駛員，模型系列分為地球防衛機構和月面兩個陣營，地球防衛機構人物設計由島田文金負責，月面則是由駒都英二設計。2017年起有動畫漫畫。
- 女神裝置Megami Device

設定上是高約14公分，擁有自我意識的人形機器人，可以利用塑膠模型製作、改造，與對手進行對戰，在科幻的近未來舞台是非常流行的活動之一。
- 六角機牙HEXA GEAR

故事設定在一個能源枯竭後的世界，名為「HEXA GRAM」的新能源被發現瓦解了世界結構，國家崩毀改由大企業掌控，一半人類死於戰亂使用新能源製造的大型動力機械HEXA GEAR開始重建世界，但不久後軍用型的陸續被製造出來，另一面一群科學家在都市深處創造了人工智慧SANAT原意為拯救世界，但SANAT自我意識覺醒決定消滅人類拯救世界，全球捲入生死存亡的最後大戰。
- Cu-Poche

小型口袋人，療癒商品。
- BISHOUJO美少女

DC漫畫與漫威諸多英雄以日式畫風重新詮釋的模型
- THE MARBLE LITTLES 大理石小子

歐洲廣播劇風格小人偶
- ACE COMBAT 空戰奇兵合作模型
- ARCA NADEA

该系列基于“科幻×幻想”，展现了魔族、兽族、天族三种主题的模型
- ZOIDS合作模型
- 機戰傭兵合作模型
- 攻殼機動隊合作模型